# Robert M. T. Hunter
Pour les articles homonymes, voir Hunter.
Robert Mercer Taliaferro Hunter, né le 21 avril 1809 à Loretto (en) et mort le 18 juillet 1887 à Alexandria, est un homme politique américain.

## Biographie
De 1837 à 1843, et à nouveau de 1845 à 1847, Hunter est membre de la Chambre des représentants des États-Unis. Il a servi comme président de la Chambre (Speaker) de 1839 à 1841, et est la plus jeune personne à avoir occupé ce poste. De 1847 à 1861, il est au Sénat des États-Unis où il a été président du Comité des finances du Sénat des États-Unis de 1850 à 1861.
De 1861 à 1862, Hunter est le Secrétaire d'État des États confédérés, et de 1862 à 1865 il est membre du Sénat confédéré, dans lequel il est, à certains moments, critique vis-à-vis de l'administration de Jefferson Davis. Il est l'un des émissaires confédérés de la conférence d'Hampton Roads en 1865, et après la capitulation du général Robert Lee, il est convoqué par le président Abraham Lincoln à Richmond pour discuter de la restauration de la Virginie dans l'Union. De 1874 à 1880, il est le trésorier de la Virginie.

## Postérité
Un portrait de Hunter figurait sur le billet de 10 $ confédéré.
Le navire SS Robert M. T. Hunter était nommé en son honneur.
Le 18 juin 2020, à la veille du 175e anniversaire de Juneteenth, à la demande de Nancy Pelosi, son portrait ornant l'accès à l'hémicycle du Congrès, a été décroché en même temps que celui de trois autres anciens speakers - Howell Cobb, James Lawrence Orr et Charles Frederick Crisp - ayant servi dans les rangs confédérés